# Zhou Kaiya
Zhou Kaiya (周開亞; * 8. Oktober 1932 in Fenghua, Provinz Zhejiang) ist ein chinesischer Biologe und Naturschützer. Sein Hauptinteresse gilt dem Chinesischen Flussdelfin (Lipotes vexillifer).

## Leben
Zhou ist der Sohn von Zhou Jingting und Wang Cuilian. 1959 heiratete er Xu Luochan, mit der er einen Sohn und eine Tochter hat. Er hat einen Bachelor-Abschluss vom Jiangsu Normal College in Suzhou, wo er von 1953 bis 1955 Lehrassistent war. Von 1955 bis 1960 hatte er dieselbe Position im Nanjing College, wo er von 1960 von 1978 als Lecturer tätig war. Von 1973 bis 1983 war er stellvertretender Professor am und Direktor des Cetacean Research Lab. Von 1983 bis 1990 war er Dekan an der Biologieabteilung der Universität Nanjing. 1983 wurde er dort zum Professor ernannt.
Zhou war in den 1980er Jahren als leitender Wissenschaftler an dem gescheiterten Versuch beteiligt, den Chinesischen Flussdelfin in das Tongling-Schutzgebiet umzusiedeln. 1989 erhielt er das Verdienstzertifikat der IUCN Marine Turtle Specialist Group und 1996 den ersten Preis vom Nationalen Bildungsausschuss für den wissenschaftlichen und technischen Fortschritt.

## Schriften (Auswahl)
- On the Conservation of the Baiji, 1982
- A project to translocate the Baiji, Lipotes vexillifer, from the main-stream of the Yangtze River to Tongling Baiji Semi-nature, 1986
- The Baiji and its Preservation, 1989
- Baiji: The Yangtze River Dolphin and Other Endangered Animals of China, 1991
- Baiji and the Yangtze River Basin endangered animals without Scroll, 2000
- Mitochondrial control region variability of baiji and the Yangtze finless porpoises, two sympatric small cetaceans in the Yangtze river, 2003
- 周开亚论文选集 / Selected Papers of Zhou Kaiya (chinesisch, englisch), 2011